# Max Taube

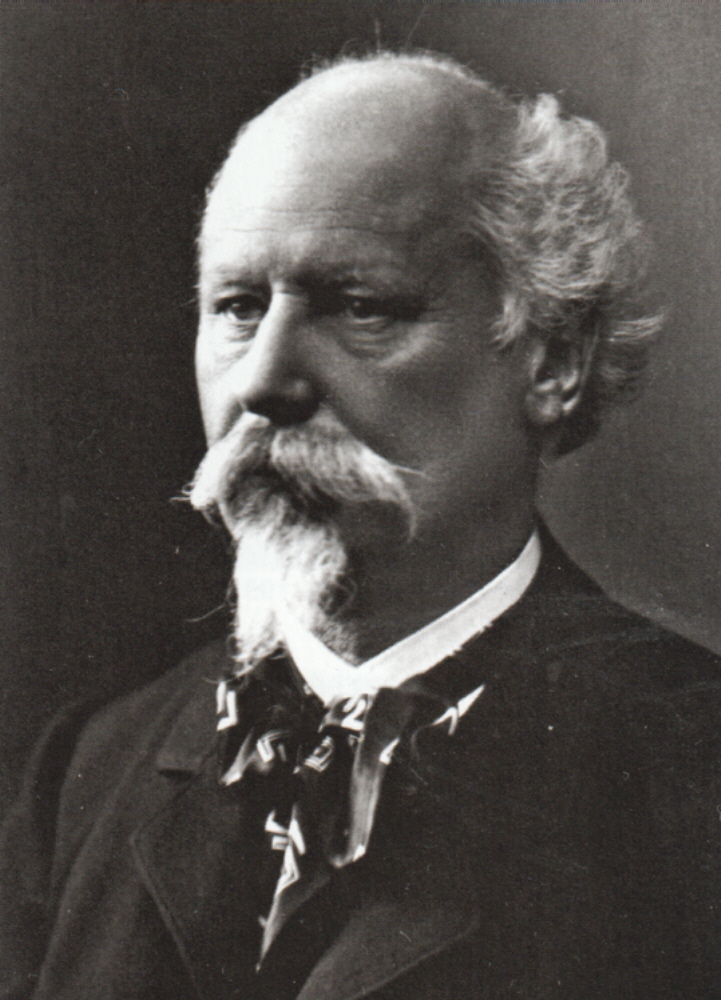
Max Taube (um 1910)

Max Taube (* 8. Februar 1851 in Leipzig; † 11. September 1915 ebenda) war ein deutscher Arzt mit besonderen Verdiensten für das Wohl von unehelichen Pflegekindern.

## Leben

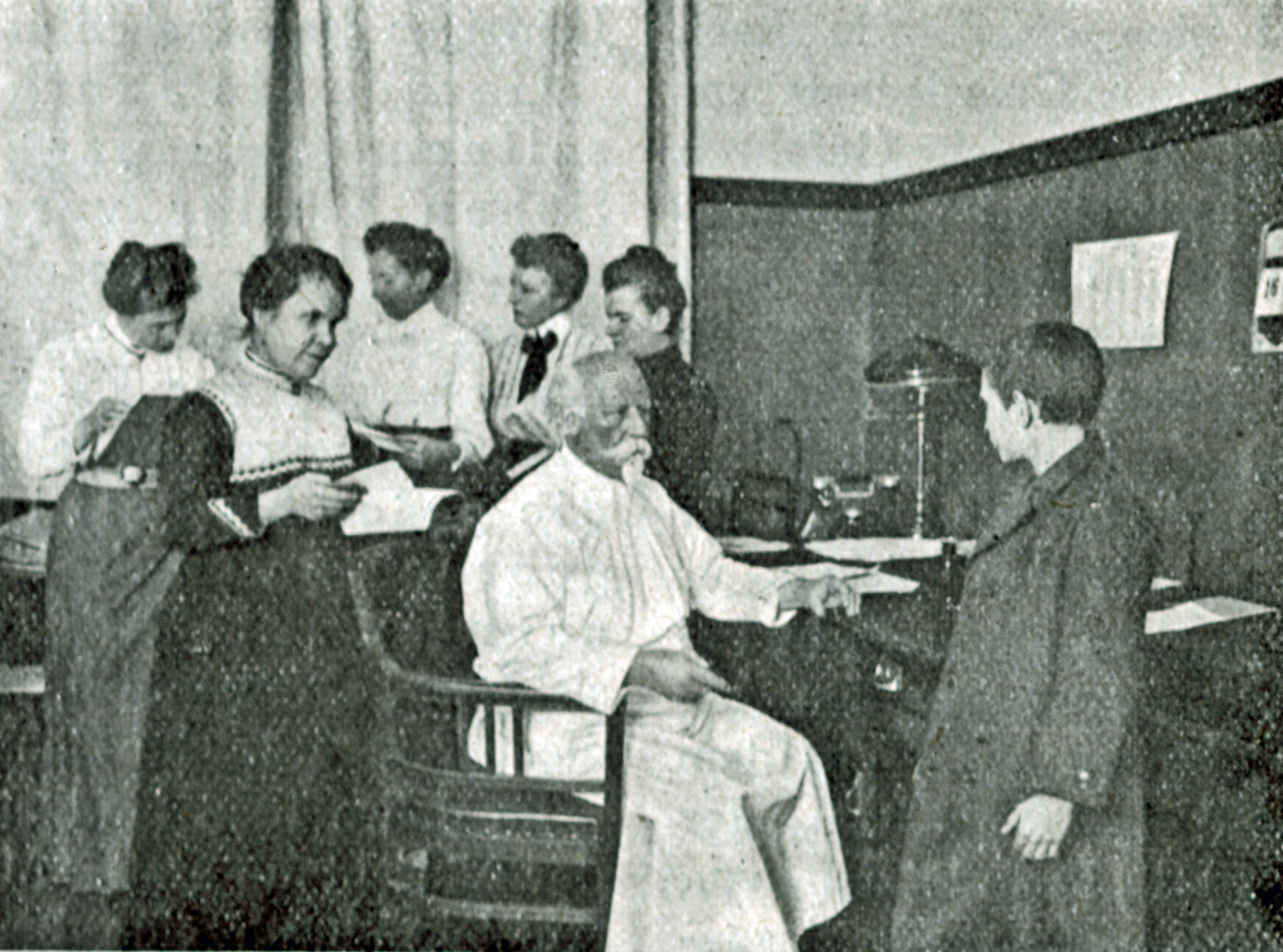
Max Taube mit Jugendpflegerinnen und einem Ziehkind (um 1910)

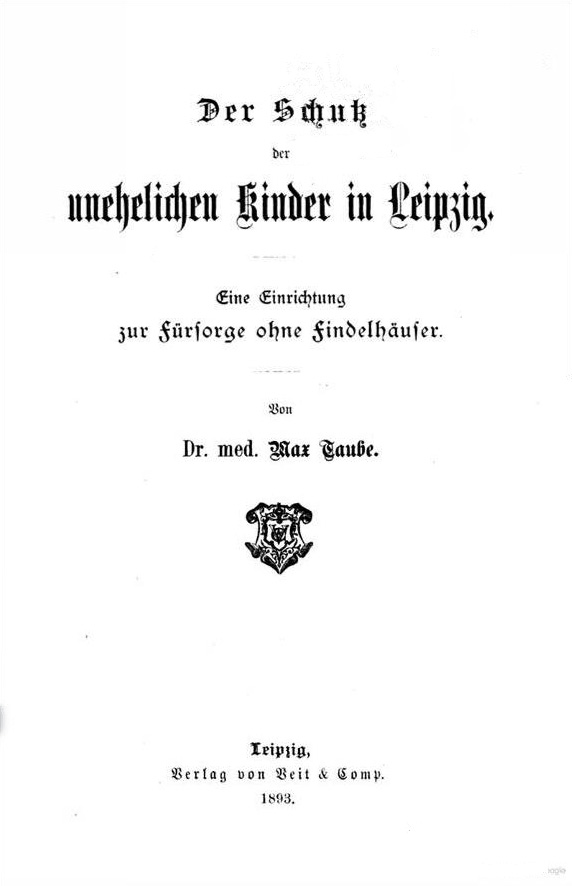
Titelblatt zu Taubes Hauptwerk (1893)

Max Arthur Taube war der Sohn eines Steuerbeamten. Nach dem Besuch der Nikolaischule studierte er von 1870 bis 1875 Medizin und Naturwissenschaften an der Universität Leipzig. Nach seinem Studium eröffnete er eine Praxis als praktischer Arzt und übernahm nebenher die gering bezahlten Aufgaben als Armenarzt. Im Jahre 1882 wurde Taube zunächst noch nebenamtlich städtischer Ziehkinderarzt und übernahm im Oktober 1884 die ärztliche Leitung der städtischen Kinderpflege durch das Armendirektorium in Leipzig. Er führte aber noch seine private Praxis, die er jedoch 1904 aufgab. Max Taube war Mitbegründer des 1903 fertiggestellten Städtischen Waisenhauses in Connewitz (heute Haus der Demokratie) und des Missionsärztlichen Vereins.
Max Taube war verheiratet mit Elsa, geborene Voigt. Das Ehepaar hatte drei Kinder.

## Wirken
Das Bemühen Taubes als Ziehkinderarzt zum Wohle seiner Schützlinge ging in zwei Richtungen. Er kümmerte sich um ihre Gesundheit und um ihre Rechte. Hinsichtlich der Gesundheit entwickelte er Vorschriften zur Säuglingsernährung und zur Hygiene, und er organisierte gleichzeitig ein Aufsichtssystem, das es ermöglichte, die Ziehkinder durch ihn und sogenannte Aufsichtspflegerinnen (später Jugendpflegerinnen genannt) engmaschig zu überwachen.
Vormundschaften für uneheliche Kinder wurden bis dahin als Ehrenamt durch gutwillige aber zumeist juristisch unerfahrene Personen übernommen, sodass zum Beispiel Alimentezahlungen von unverheirateten Vätern oft schwer einzutreiben waren. 1885 beantragte Max Taube die Übernahme der Vormundschaft über die nicht ehelich geborenen Kinder durch das Armenamt und entwickelte das System der Amtsvormundschaft. Die Stadt Leipzig führte dieses System am 1. November 1886 als erste deutsche Stadt ein. Es war ein wichtiger Meilenstein in der frühen deutschen Jugendfürsorge.
1893 erschien zu dieser Thematik ein von ihm verfasstes Buch mit dem Titel Der Schutz der unehelichen Kinder in Leipzig, das als Hauptwerk Taubes gilt.

## Ehrungen
- Taube führte ab 1901 den Titel Sanitätsrat und ab 1908 Geheimer Sanitätsrat.[1]
- 1919 wurde im Leipziger Stadtteil Schönefeld die Taubestraße nach ihm benannt.[3]

## Schriften
- Die Entstehung der menschlichen Rachendiphtherie. Nach Beobachtungen während der letzten Leipziger Diphterie-Epidemie 1881–84. Reissner, Leipzig 1884.
- Der bunte Hans. Ein Bilderbuch zur Entwickelung des Farbensinnes für Kinder von 1–5 Jahren. Reissner, Leipzig um 1883.
- Der Schutz der unehelichen Kinder in Leipzig. Eine Einrichtung zur Fürsorge ohne Findelhäuser. Veit & Comp., Leipzig 1893 (Digitalisat), Reprint 2021 durch De Gruyter, ISBN 978-3-11-244893-9.
- mit Theodor Heller und Friedrich Schiller (Hrsg.): Enzyklopädisches Handbuch des Kinderschutzes und der Jugendfürsorge. Band 1: Abhärtung – Kunsterziehumng. Band 2: Landerziehungsheime – Zwangsvorstellungen. Engelmann, Leipzig 1911, DNB 560543085